# Mistrzostwa Europy w Piłce Nożnej Kobiet 2025 (eliminacje)/Grupa C3
W Grupie C3 eliminacji Mistrzostw Europy w Piłce Nożnej Kobiet 2025 brały udział następujące zespoły:
- Grecja
- Czarnogóra
- Andora
- Wyspy Owcze

## Tabela
| Lp. | Drużyna     | M | Mecze | Mecze | Mecze | Bramki | Bramki | Bramki | Pkt |
| Lp. | Drużyna     | M | W     | R     | P     | +      | −      | +/−    | Pkt |
| --- | ----------- | - | ----- | ----- | ----- | ------ | ------ | ------ | --- |
| 1.  | Grecja      | 6 | 5     | 1     | 0     | 17     | 4      | +13    | 16  |
| 2.  | Czarnogóra  | 6 | 3     | 1     | 2     | 21     | 10     | +11    | 10  |
| 3.  | Wyspy Owcze | 6 | 3     | 0     | 3     | 11     | 9      | +2     | 9   |
| 4.  | Andora      | 6 | 0     | 0     | 6     | 2      | 28     | −26    | 0   |

## Wyniki
| 5 kwietnia 2024 16:30 CEST | Czarnogóra · Bulatović 27', 90+3' (k) · Đoković 37' · Dešić 51', 61' · Božić 74' | 6:1(2:1)Raport | Andora · 41' Morató | Stadion Pod Goricom, Podgorica Sędzia: Farida Lutfaliyeva |
|                            |                                                                                  |                |                     |                                                           |

| 5 kwietnia 2024 19:00 CEST | Grecja · Sarri 55' (k) | 1:0(0:0)Raport | Wyspy Owcze | Stadion im. Teodora Wardinogiánesa, Heraklion Sędzia: Rita Vehapi |
|                            |                        |                |             |                                                                   |

| 9 kwietnia 2024 16:30 CEST | Czarnogóra · Tomašević 17' · Kuč 41', 58' · Đoković 84' · Dešić 90+1' | 5:1(2:1)Raport | Wyspy Owcze · 9' Willemoes | Stadion Pod Goricom, Podgorica Sędzia: Emily Heaslip |
|                            |                                                                       |                |                            |                                                      |

| 9 kwietnia 2024 19:00 CEST | Andora | 0:3(0:1)Raport | Grecja · 45+3' Sarri · 56' Spyridonidou · 67' Gkatsou | Estadi Nacional, Andora Sędzia: Jurgita Mačikunytė |
|                            |        |                |                                                       |                                                    |

| 31 maja 2024 17:00 CEST | Grecja · Markou 11' · Spyridonidou 49' | 2:2(1:1)Raport | Czarnogóra · 3' Kuč · 90+4' Bulatović | Stadion im. Teodora Wardinogiánesa, Heraklion Sędzia: Fatemeh Zangeneh |
|                         |                                        |                |                                       |                                                                        |

| 31 maja 2024 17:45 CEST | Wyspy Owcze · Dal Christiansen 25' · Johannesen 48' · Ryan 67' · Hoydal 79' | 4:0(1:0)Raport | Andora | Tórsvøllur, Thorshavn Sędzia: Marisca Overtoom |
|                         |                                                                             |                |        |                                                |

| 4 czerwca 2024 18:00 CEST | Wyspy Owcze | 0:2(0:1)Raport | Grecja · 13' Sarri · 78' Kongouli | Tórsvøllur, Thorshavn Sędzia: Laura Mauricio |
|                           |             |                |                                   |                                              |

| 4 czerwca 2024 19:00 CEST | Andora · Gonçalves 10' | 1:5(1:3)Raport | Czarnogóra · 1', 6' Kuč · 32' Dešić · 56' Đoković · 58' Bulatović | Estadi Nacional, Andora Sędzia: Joanna Vassallo |
|                           |                        |                |                                                                   |                                                 |

| 12 lipca 2024 19:00 CEST | Grecja · Kongouli 1', 58' · Sarri 23' · Papadopoulou 69', 79', 89' | 6:0(2:0)Raport | Andora | Stadion im. Teodora Wardinogiánesa, Heraklion Widzów: 725 Sędzia: Roxana Recorean |
|                          |                                                                    |                |        |                                                                                   |

| 12 lipca 2024 17:45 CEST | Wyspy Owcze · Sevdal 19' · Tórolvsdóttir 32' | 2:1(2:1)Raport | Czarnogóra · 22' Kuč | Tórsvøllur, Thorshavn Widzów: 247 Sędzia: Emilie Torkelsen |
|                          |                                              |                |                      |                                                            |

| 16 lipca 2024 19:00 CEST | Czarnogóra · Bulatović 90+5', 90+8' | 2:3(0:2)Raport | Grecja · 6', 62' Kongouli · 24' Spyridonidou | Camp FSCG, Podgorica Widzów: 300 Sędzia: Karoline Wacker |
|                          |                                     |                |                                              |                                                          |

| 16 lipca 2024 19:00 CEST | Andora | 0:4(0:2)Raport | Wyspy Owcze · 19' Tórolvsdóttir · 21' Klakstein · 72' Johannesen · 90+7' Joensen | Estadi Nacional, Andora Widzów: 426 Sędzia: Eglantina Pjetrushaj |
|                          |        |                |                                                                                  |                                                                  |

## Strzelczynie

### 6 goli
- Slađana Bulatović
- Armisa Kuč

### 5 goli
- Sofia Kongouli

### 4 gole
- Medina Dešić
- Veatriki Sarri

### 3 gole
- Jasna Đoković
- Antigoni Papadopoulou
- Anastasia Spyridonidou

### 2 gole
- Ásla Johannesen
- Jensa Tórolvsdóttir

### 1 gol
- Erica Gonçalves
- Teresa Morató
- Helena Božić
- Maša Tomašević
- Anastasia Gkatsou
- Eleni Markou
- Sunniva Dal Christiansen
- Petra Hoydal
- Tórunn Joensen
- Eyðvør Klakstein
- Birita Ryan
- Heidi Sevdal
- Sunniva Willemoes